# Ommata vitticollis
Ommata vitticollis är en skalbaggsart som beskrevs av Bates 1873. Ommata vitticollis ingår i släktet Ommata och familjen långhorningar. Inga underarter finns listade i Catalogue of Life.